# Clubiona obesa
Clubiona obesa är en spindelart som beskrevs av Nicholas Marcellus Hentz 1847. Clubiona obesa ingår i släktet Clubiona och familjen säckspindlar. Inga underarter finns listade i Catalogue of Life.